# Sanglier (nom vernaculaire)
Cet article court présente un sujet plus développé dans plusieurs articles dérivés.
Pour les articles homonymes, voir Sanglier (homonymie).
Le terme « sanglier » est un nom vernaculaire ambigu en français, pouvant désigner plusieurs espèces différentes de suidés :
- les Sangliers ou Cochons (genre Sus)[1],[2] ;
  - le Sanglier, Sanglier d'Europe ou Sanglier commun (S. scrofa)[1],[2],[3],
  - le Sanglier à barbe ou Sanglier à moustaches (S. barbatus)[1],[2],
  - le Sanglier de Java ou Sanglier à verrues (S. verrucosus)[1],[2],
  - le Sanglier des Célèbes (S. celebensis)[1],[2],
  - le Sanglier des Philippines (S. philippensis)[1],[2],
  - le Sanglier des Visayas (S. cebifrons)[1],[2],
  - le Sanglier géant de Palawan (S. ahoenobarbus)[1] ;
- les Sangliers d'Afrique, Sangliers des savanes ou Phacochères (genre Phacochoerus)[4],[1] ;
  - le Sanglier des savanes, Phacochère d'Éthiopie ou Phacochère du désert (P. aethiopicus)[4],[1] ;
- le Sanglier de brousse ou Potamochère du Cap (Potamochoerus larvatus)[5] ;
- le Sanglier géant des forêts ou Hylochère (Hylochoerus meinertzhageni)[6] ;
- le Sanglier nain ou Sanglier pygmée (Porcula salvania)[2] ;
- le Sanglier rouge de rivière, Potamochère roux ou Potamochère à pinceaux (P. porcus)[1],[5].

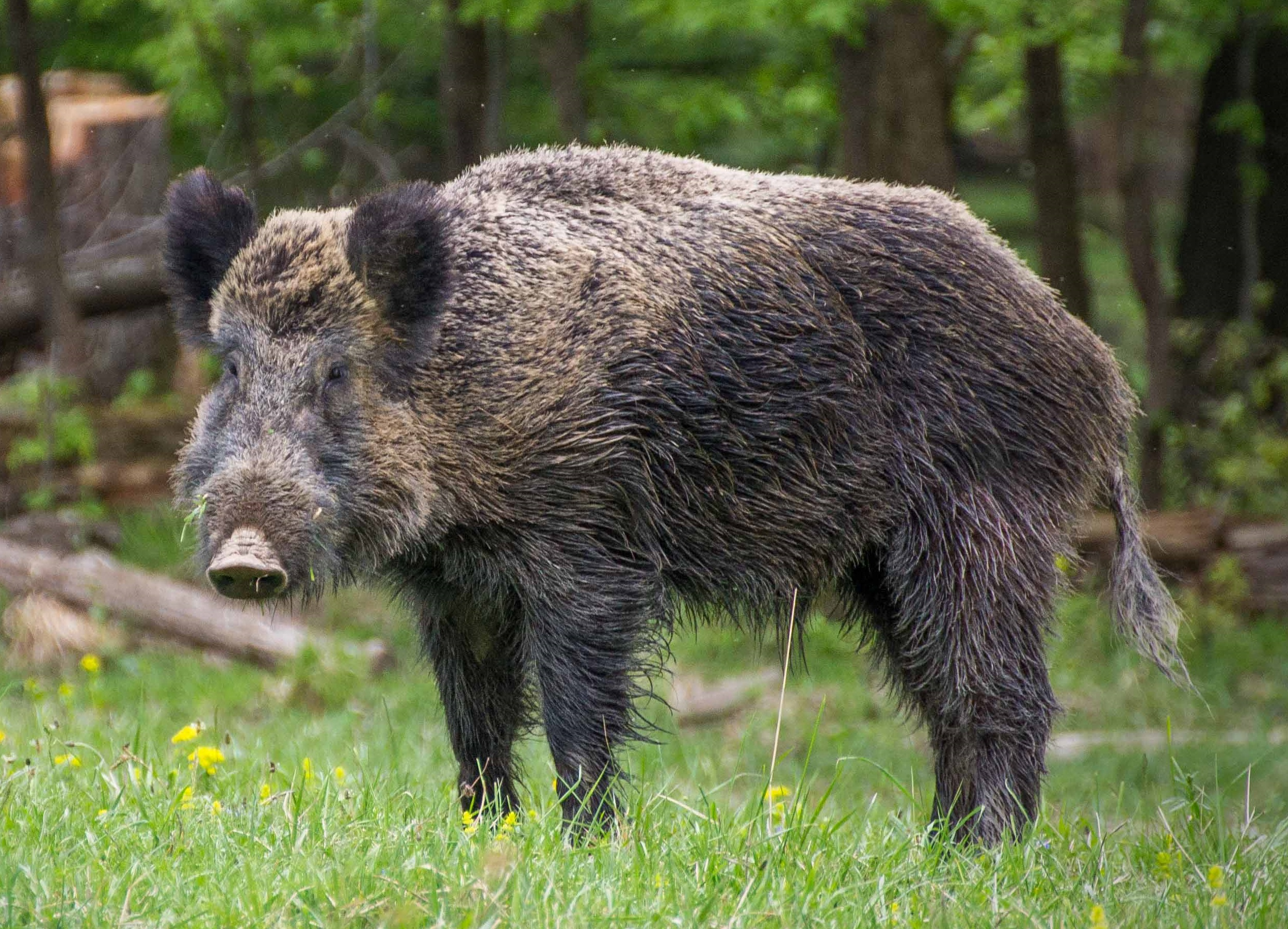
Sanglier (S. scrofa).
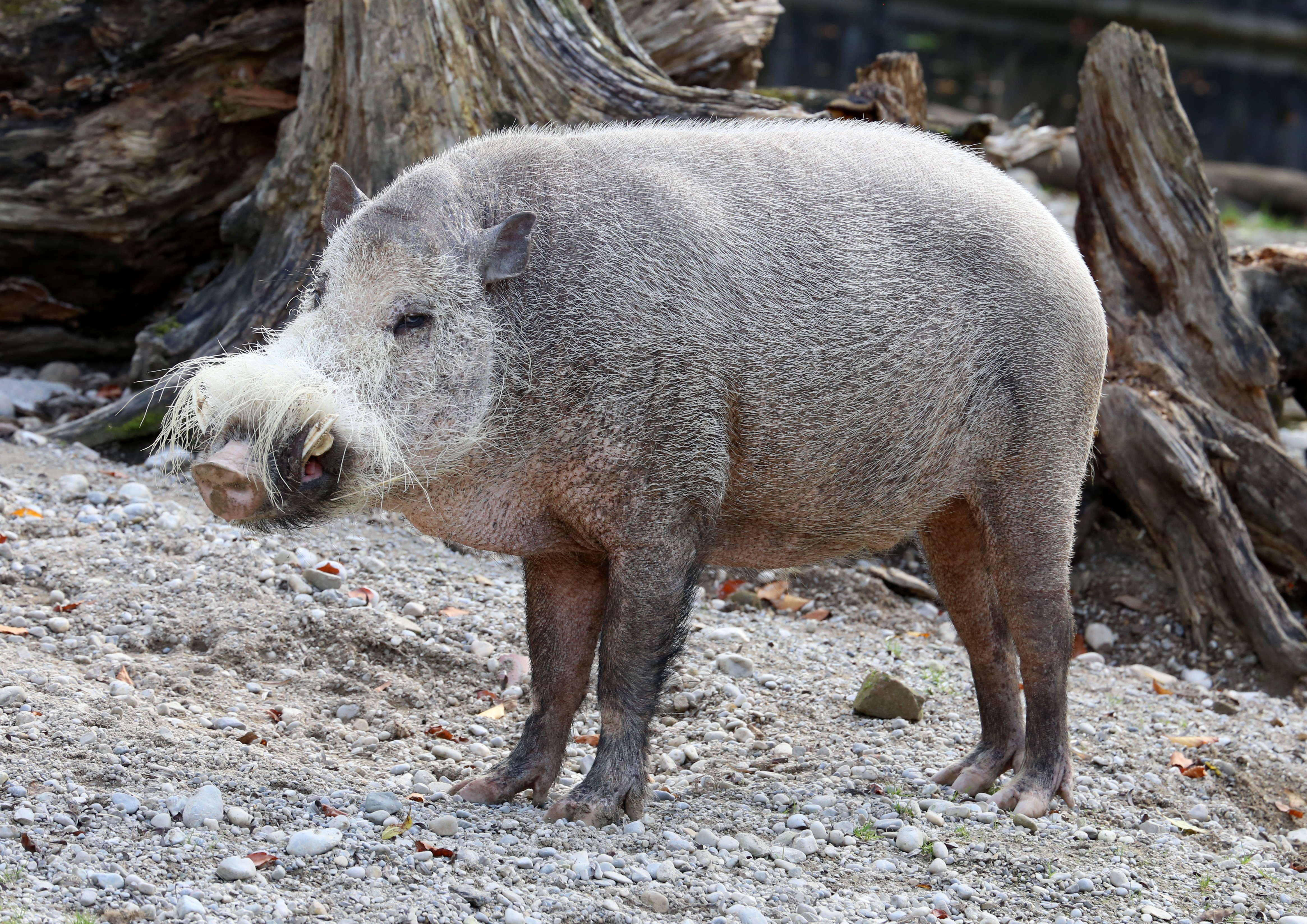
Sanglier à barbe (Sus barbatus).
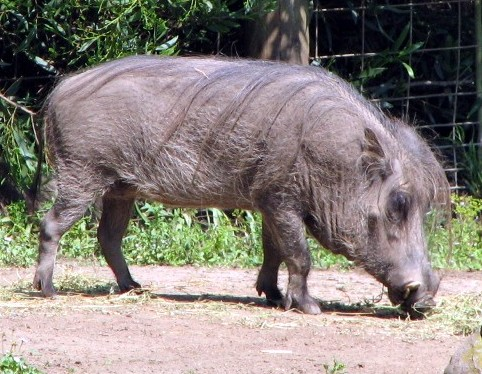
Sanglier des savanes (Phacochoerus aethiopicus).

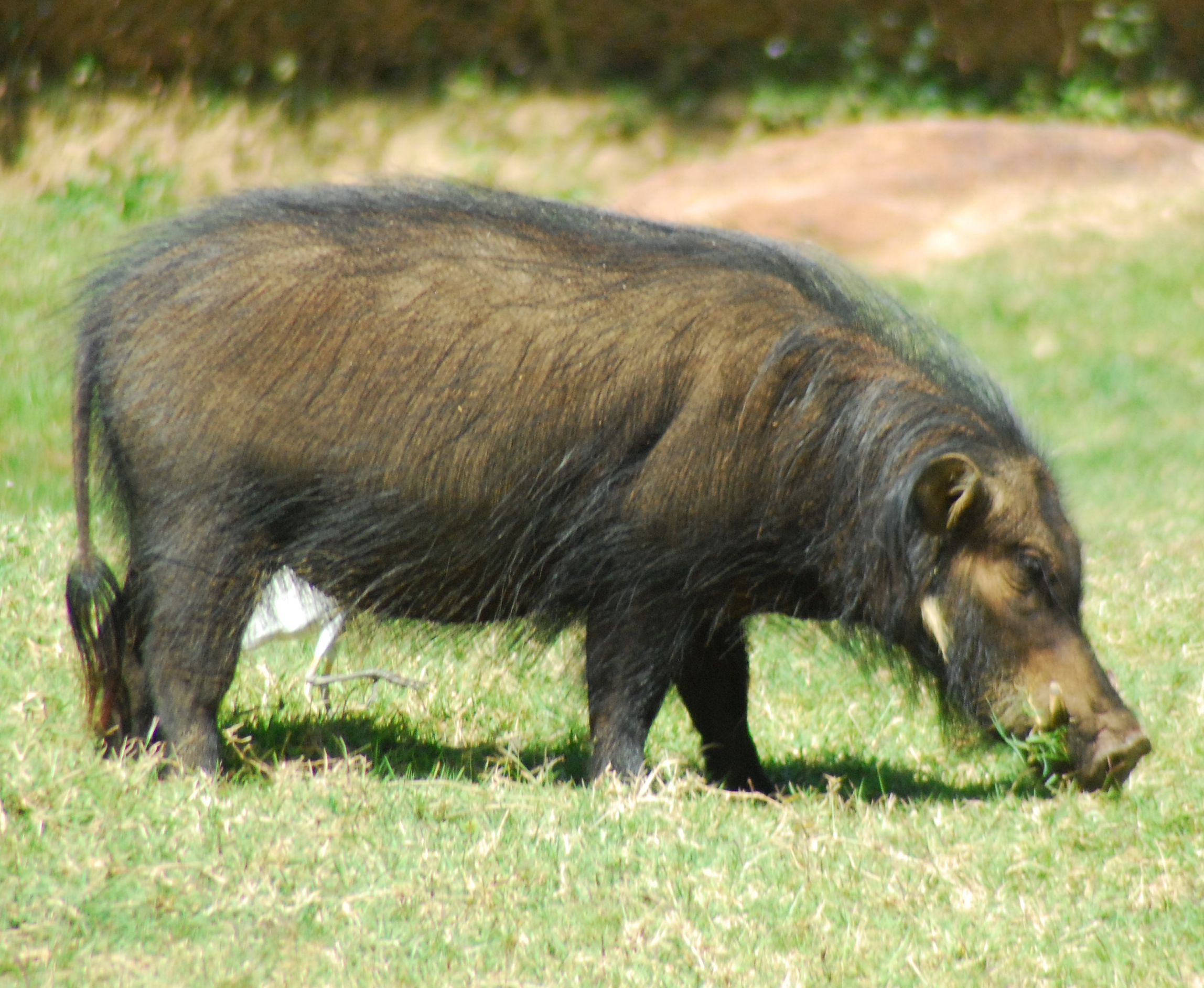
Sanglier géant des forêts (Hylochoerus meinertzhageni).
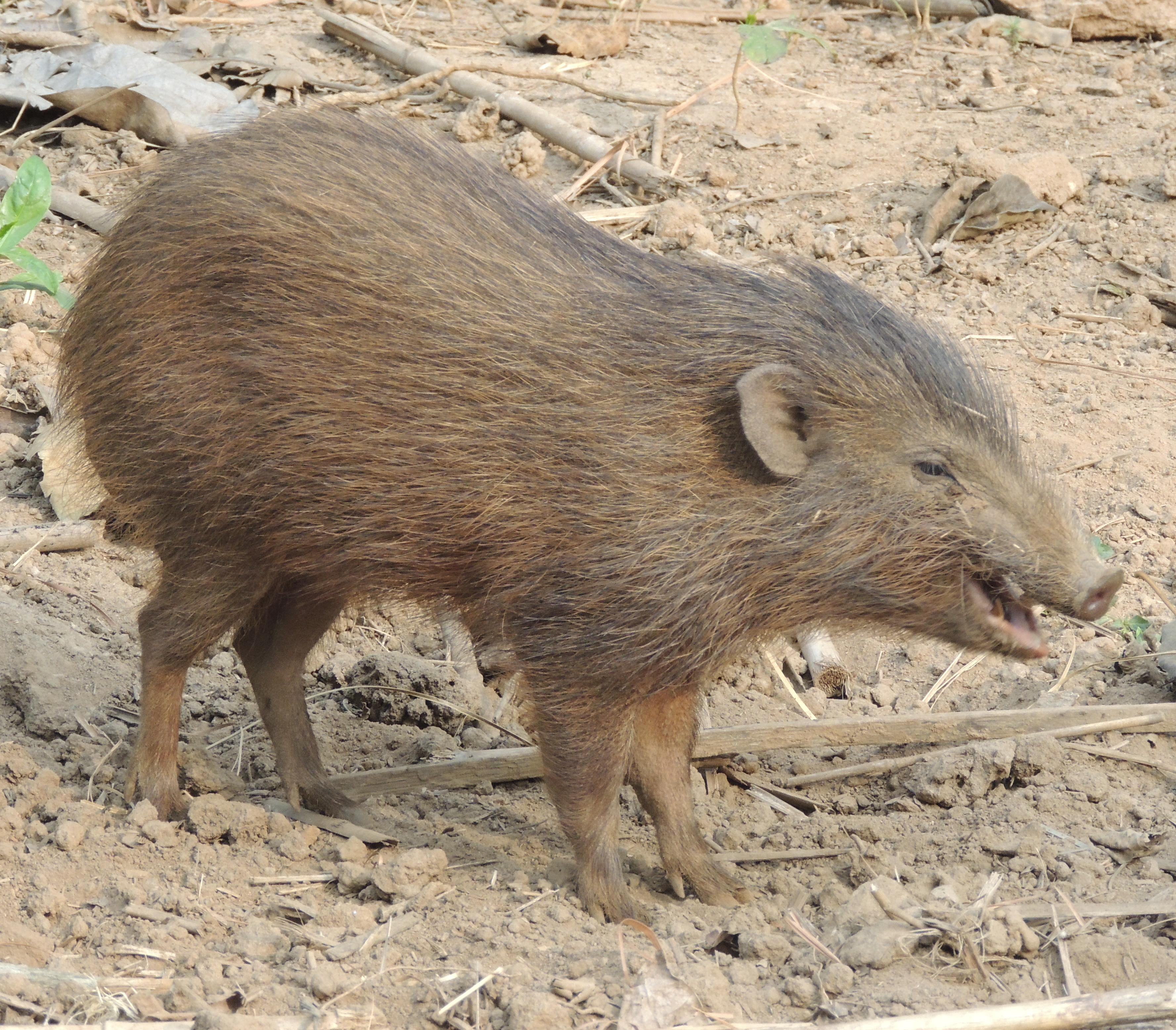
Sanglier nain (Porcula salvania).
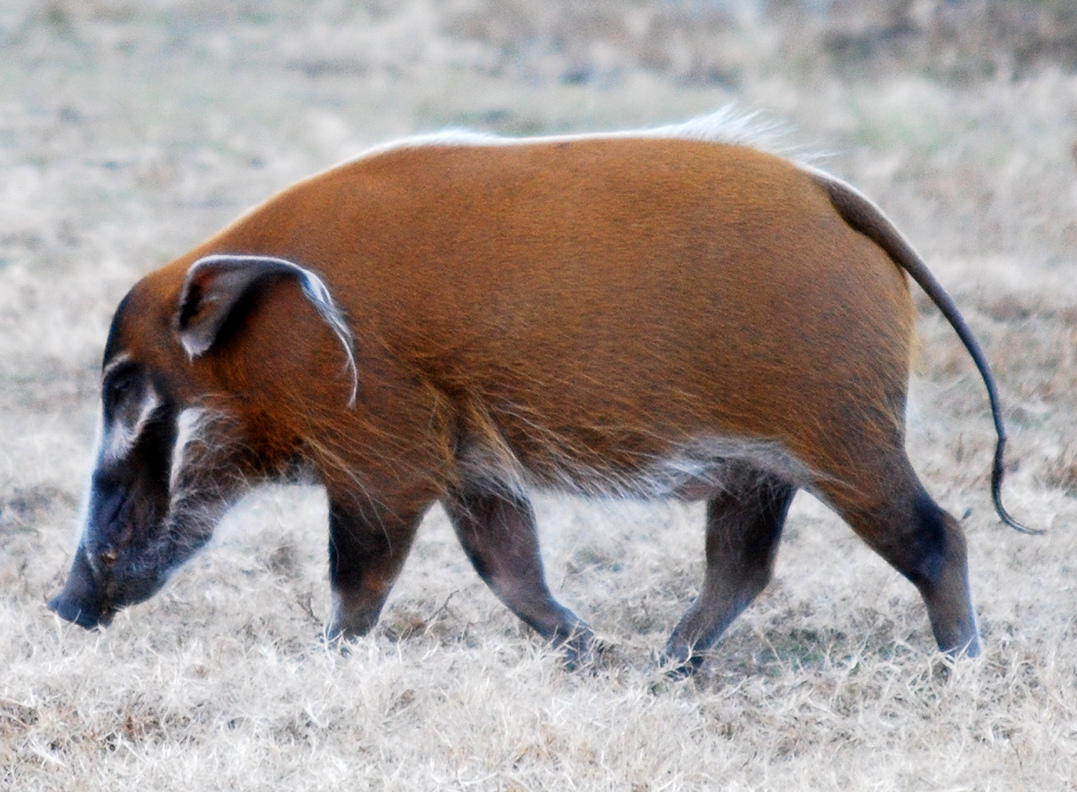
Sanglier rouge de rivière (Potamochoerus porcus).